# Yossi Ghinsberg
Yosseph "Yossi" Ghinsberg (tiếng Hebrew: יוסי גינסברג) là một nhà phiêu lưu, nhà văn, nhà doanh nghiệp, nhân đạo, và nhà diễn thuyết động lực người Israel ở Australia. Ghinsberg được biết đến nhiều nhất vì câu chuyện sống còn của mình khi anh bị mắc kẹt trong rừng Amazon Bolivia trong 3 tuần vào năm 1981. Ghinsberg là một doanh nhân công nghệ cao và là người sáng lập Headbox, một ứng dụng di động được thiết kế để tích hợp tất cả các hoạt động truyền thông xã hội vào một nguồn cấp dữ liệu và Blinq, một ứng dụng di động cung cấp phương tiện truyền thông xã hội và các hoạt động cập nhật trực tiếp.
Câu chuyện sống sót của Ghinsberg đã được chuyển thể thành bộ phim năm 2017 có tựa Jungle với diễn viên Daniel Radcliffe trong vai Yossi Ghinsberg. câu chuyện của Ghinsberg cũng được tái hiện trong loạt phim tài liệu I Shouldn't Be Alive trên Discovery Channel.

## Chuyến đi ở Amazon
Năm 1981, sau khi hoàn thành nghĩa vụ của mình trong Hải quân Israel, Ghinsberg, lấy cảm hứng từ cuốn sách Papillon của Henri Charrière, người đã cho biết kinh nghiệm của chính tác giả là một tù nhân đã trốn thoát, đã quyết tâm tìm Charrière và xin phép ông theo bước chân của mình. Ghinsberg đã quay trở lại một thời gian ngắn từ một chuyến đi từ châu Phi đến Mexico và mong muốn trải nghiệm ngâm mình trong rừng nhiệt đới. Ghinsberg đã làm nhiều công việc để tiết kiệm tiền để đi du lịch đến Nam Mỹ và mơ ước khám phá trái tim không có người ở rừng Amazon. Ghinsberg cuối cùng đã có thể đi du lịch đến Nam Mỹ, nhưng vào thời điểm đó Charrière đã qua đời, và các bộ lạc Ghinsberg quan tâm đến việc khám phá đã được văn minh. Ông đã rút lui từ Venezuela đến Colombia, nơi ông gặp Marcus Stamm, một giáo viên từ Thụy Sĩ, trong cuộc thám hiểm của mình, và hai người trở thành bạn tốt và cùng đi với La Paz, Bolivia. Khi Ghinsberg ở La Paz, ông gặp Karl Ruprechter, một người Áo bí ẩn, tự tuyên bố là một nhà địa chất học. Ruprechter nói với Ghinsberg rằng ông đang lên kế hoạch một chuyến thám hiểm vào Amazon ở Bolivia để tìm kiếm vàng ở một làng dân bản địa Tacana xa xôi. Ghinsberg, người đã tìm kiếm cơ hội để khám phá những khu vực chưa được khám phá của Amazon, ngay lập tức gia nhập cùng Ruprechter trong hành trình của mình, cùng với hai người bạn mới của Ghinsberg, Marcus Stamm, và Kevin Gale, một nhiếp ảnh gia người Mỹ. Bốn trong số họ, không bao giờ có liên hệ trước với nhau, đã đào sâu vào một cuộc phiêu lưu của người Bolivia với vàng.
Yossi Ghinsberg 21 tuổi và hai người bạn của ông theo Ruprechter đi bằng máy bay tới Amazon và đến giữa một khu vực chưa được khám phá ở thị trấn Rurrenabaque ở Amazon. Người dân địa phương đã cảnh báo họ về những nguy hiểm của con đường họ đang đi. Tuy nhiên, họ vẫn tiếp tục tiến sâu vào rừng già bằng cách đi thuyền dọc theo sông Beni. Được dẫn dắt bởi bản đồ của Ruprechter, họ đã đi đến những ngôi làng nhỏ và những cộng đồng nơi họ tiếp tân thực phẩm và đồ tiếp liệu. Cuối cùng, do nguồn cung hạn hẹp nên họ phải ăn khỉ; Stamm đã từ chối ăn thịt khỉ và chắc chắn tăng lên về mặt thể chất. Sau khi đi xuyên qua rừng nhiệt đới trong vài ngày, họ nhận ra rằng Ruprechter đã nói dối về việc tìm ra ngôi làng vàng và thổ dân bản địa, và rằng ông ta thực sự là một tội phạm người Áo đang đi tìm vàng vì mục đích ích kỷ của mình chứ không phải là một nhà địa chất. Sự lừa dối và phản bội của Ruprechter dẫn đến sự không tin tưởng vào nhóm đã kết thúc bằng cách họ chia tay nhau. Gale và Ghinsberg quyết định đóng bè để đi đến Rurrenabaque qua sông Tuichi và sau đó là sông Beni. Tuy nhiên, Ruprechter không thể bơi và không muốn sử dụng bè. Ruprechter và Stamm quyết định đi trên thượng nguồn để tiếp tục cuộc hành trình đến làng Tacana. Bốn người uyết định gặp lại nhau trước Giáng sinh tại La Paz.
Khi ghồng của Ghinsberg và Gale gần thác nước, họ mất kiểm soát và trở nên tách biệt. Gale đã đến bờ nhưng Ghinsberg đã trôi xuống hạ lưu và vượt thác. Ghinsberg đã trải qua bốn ngày đi lên trên cao để tìm Gale và cuối cùng đã nhận ra rằng anh ta đã bị mắc kẹt trong rừng, mặc dù tin rằng đó là cuộc phiêu lưu mà anh ta muốn ban đầu. Gale đã được cứu thoát bởi những ngư dân địa phương sau khi bị mắc kẹt trong năm ngày. Ruprechter và Stamm biến mất trong rừng mãi mãi và không bao giờ được tìm thấy hoặc nghe thấy từ một lần nữa, bất chấp những nỗ lực của một số nhiệm vụ cứu hộ.
Ghinsberg đã dành ba tuần kế tiếp bị mất và tách ra khỏi bạn bè của mình, không có nguồn cung cấp và trang thiết bị, trong một phần không được biết đến của Amazon. Ông đã sống sót hoàn toàn một mình trong tự nhiên và đang trên bờ vực của cuộc đời mình vì nó gần như ăn thịt con thú săn mồi và có những con kiến màu đỏ khổng lồ đi qua và cắn vào cơ thể mình, khi cơ thể của ông bắt đầu xấu đi. Trong tuần lễ thứ hai, đã có một trận lụt khủng khiếp trong khu vực và Ghinsberg gần như chết đuối. Anh ta chìm vào một đầm lầy hai lần. Trong năm ngày tiếp theo, Ghinsberg không có gì ăn, đã hết sức cạn kiệt, và chân ông bắt đầu thối rữa do bị nhiễm nấm. Đôi khi anh ta tìm thấy trái cây và trái cây trong rừng, tìm kiếm trứng từ tổ, và thậm chí đợi một chú khỉ để ăn thịt nó, vì nó có ý nghĩa là sống hay chết cho Ghinsberg. Theo Ghinsberg, anh sẽ có ảo giác về một người phụ nữ mà anh ngủ mỗi đêm khi anh bị mắc kẹt, và làm mọi thứ vì cô. Nhiều lần trong suốt cuộc thập niên lộn xộn đau đớn của mình, Ghinsberg đã mất hy vọng và cầu xin Thiên Chúa thương xót để kết thúc cuộc đời mình để nghỉ ngơi trong hòa bình. Sau khi nghe tiếng động cơ, Ghinsberg quay trở lại con sông gần đó và gặp Gale cùng với những người bản địa đã tổ chức một cuộc tìm kiếm và cứu hộ do Abelardo 'Tico' Tudela dẫn đầu. Họ tìm thấy Ghinsberg ba ngày trong cuộc tìm kiếm của họ, ba tuần sau khi Ghinsberg bị tuyên bố là mất tích, ngay khi nhiệm vụ tìm kiếm sắp sửa bỏ cuộc. Sau khi giải cứu, Ghinsberg đã dành ba tháng để phục hồi trong bệnh viện.

### Chuyển thể thành phim
Vào năm 2014, Arclight Films thông báo rằng họ sẽ chuyển thể tiểu thuyết Jungle của Ghinsberg: Jungle: A Harrowing True Story of Survival. (Rừng rậm: Câu chuyện về sự sống còn). Bộ phim, được đổi tên thành Jungle, được phát hành vào ngày 17 tháng 10 năm 2017 sau khi được quay sáu tuần vào tháng 4 và tháng 5 năm 2016 tại Colombia, Tobia, Guaduas và Honda, Colombia và cũng đủ điều kiện được giảm giá 20-40% từ Uy ban phim Colombia..
Jungle đi theo ba tuần lễ mà Ghinsberg đã trải qua trong rừng nhiệt đới ở Bolivia mà không cần bất kỳ nguồn cung cấp hay trợ giúp nào. Daniel Radcliffe đóng vai Yossi Ghinsberg, cùng với  joined by Thomas Kretschmann và Alex Russell trong số các diễn viên. Jungle is directed by Greg McLean và biên kịch bởi Justin Monjovà nhận được 9,2 triệu đô la để nhận tài trợ từ cơ quan Screen Australia. Arclight Films đóng gói bộ phim và quản lý việc phân phối trên toàn thế giới tại EFM.

## Sự nghiệp
Ghinsberg phục vụ trong ba năm Hải quân Israel trên Biển Đỏ. Trong những năm này, ông đã kết bạn với Bedouin của sa mạc Sinai và tìm hiểu thêm về văn hoá du mục của họ. Để thu tiền để đi du lịch, Ghinsberg đã làm nhiều công việc bao gồm công việc xây dựng ở Na Uy, câu cá trong Alaska, và bốc xếp xe tải tại New York.